# Comté de Harper (Oklahoma)
Pour les articles homonymes, voir Comté de Harper.
Le comté de Harper est un comté situé dans l'ouest de l'État de l'Oklahoma aux États-Unis. Le siège du comté est Buffalo. Selon le recensement de 2010, sa population est de 3 685 habitants.

## Comtés adjacents
- Comté de Comanche, Kansas (nord-est)
- Comté de Woods (est)
- Comté de Woodward (sud-est)
- Comté d'Ellis (sud)
- Comté de Beaver (ouest)
- Comté de Clark, Kansas (nord-ouest)

## Principales villes
- Buffalo
- Laverne
- May
- Rosston